# The Forgotten City
The Forgotten City est un jeu vidéo de rôle, d'aventure et de réflexion en vue à la première personne développé par Modern Storyteller et édité par Dear Villagers, sorti le 28 juillet 2021 sur Microsoft Windows, PlayStation 4, PlayStation 5, Xbox One et Xbox Series ainsi que le 23 septembre 2021 sur Nintendo Switch.
Le jeu est d'abord un mod du jeu vidéo The Elder Scrolls V: Skyrim (2011) paru en 2015 et entièrement développé par Nick Pearce qui devait alterner avec sa carrière d'avocat. Le mod met en scène l'Enfant de Dragon, qui après avoir traversé le temps par accident, doit résoudre les divers mystères d'une ancienne cité Dwemer dans laquelle les habitants meurent si l'un d'eux commet un péché. Véritable succès, le mod comptabilise 3,7 millions de téléchargements en 2021 et devient le premier mod à remporter un Australian Writers' Guild. Après réflexion, Pearce décide de quitter son travail pour se lancer dans le développement d'un standalone et engage un programmeur et un lead artist tout en allongeant le scénario.
Le standalone reprend le concept du mod, à savoir le voyage dans le temps et les résolutions de mystères dans une cité, mais déplace son cadre dans la Rome antique. Traversant les ruines d'une ancienne cité dans laquelle des corps pétrifiés dans de l'or sont parsemés, le protagoniste est envoyé 2000 ans dans le passé à l'époque de la Rome antique, où la ville n'était pas encore désolée. Cette dernière répond à la « Règle d'or », une règle transformant en or les habitants de la cité si l'un d'eux commet un péché. Le magistrat de la ville demande au protagoniste d'enquêter sur les citoyens afin de savoir qui va briser cette règle.
Le jeu a été très bien accueilli par la critique spécialisée lors de sa sortie. Les critiques ont loué l'écriture avec de multiples révélations. Les principaux points négatifs sont centrés sur les animations faciales.

## Trame

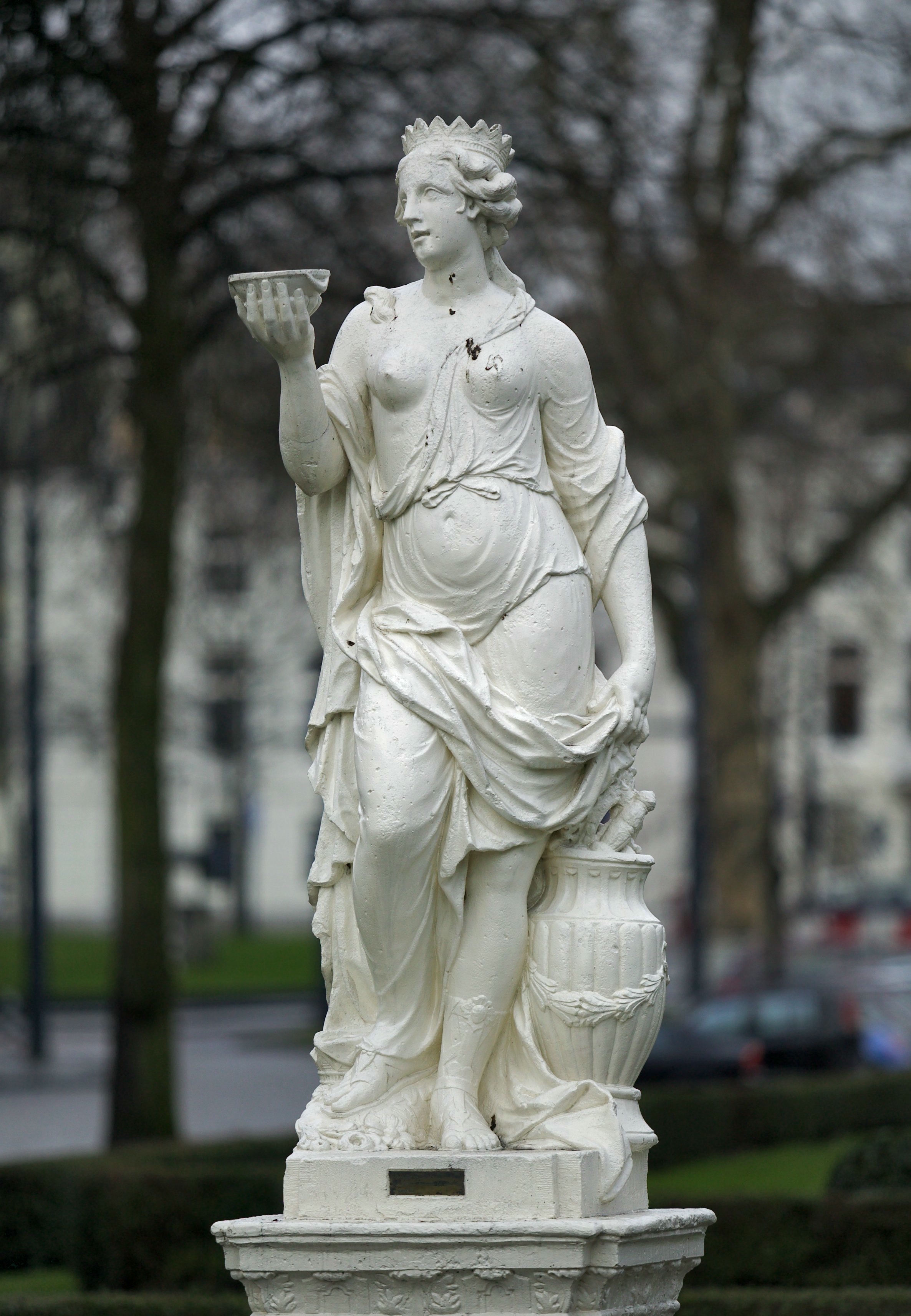
Afin de retourner dans le temps, le joueur doit se rendre dans le temple de la divininté romaine Proserpine.

Le protagoniste se réveille après qu'une mystérieuse femme (Sarah Thomas) l'ait empêché de se noyer dans le fleuve Tibre en Italie. Cette dernière lui demande de partir à la recherche de son ami, Al, qui a disparu alors qu'il fouillait les ruines d'une ancienne cité à proximité. Durant ses recherches, le protagoniste est envoyé à l'époque de la Rome antique, dans une ville complètement restaurée.
Bien que régie par le magistrat Sentius (Roger Ringrose), la ville est en fait sous la surveillance d'un dieu qui punit de manière équitable les citoyens s'ils commettent un péché, plus exactement en brisant la « Règle d'or », en les transformant en statue d'or.
Dans la cité, se trouve notamment un forum, des villas et un aqueduc.

## Système de jeu
Le jeu, qui se joue à la première personne, mélange aventure et enquête. Il dispose d'une quête principale qui est d'empêcher qu'un de la vingtaine d'habitants de la cité brise la Règle d'Or. Pour enquêter, le joueur peut discuter avec les habitants, fouiller leurs habitations et accomplir des quêtes secondaires. Un personnage peut cesser de vouloir parler au joueur suivant ses actions envers lui. Quatre fins sont possibles.
Le joueur peut choisir son prénom, son genre et sa classe. Les quatre classes permettent au choix : d'augmenter sa défense (Amnésique), d'être plus rapide (Fugitif), d'avoir un pistolet contenant dix balles (Soldat), ou d'avoir de nouvelles branches de dialogues (Archéologue),.
Chaque objet que le joueur prend lorsqu'il recommence une boucle est gardé. Des tyroliennes permettent de se déplacer plus rapidement.

## Développement

### D'abord un mod
— Nick Pearce, Interview avec The Gamer,
Avant d'être un jeu, The Forgotten City est un mod de The Elder Scrolls V: Skyrim (2011) développé par Nick Pearce. Le joueur se trouve dans une ancienne cité Dwemer dans laquelle les habitants meurent si l'un d'eux commet un péché. Prenant en compte les boucles temporelles, le joueur doit résoudre les divers mystères de la cité.
Pearce a travaillé sur le mod tout en ayant une carrière d'avocat et sans expérience dans le développement d'un jeu vidéo. Il lui a fallu 1 700 heures pour le terminer,. Premier mod à recevoir une récompense au Australian Writers' Guild, il comptabilise 3,7 millions de téléchargements en 2021,.

### Passage austandaloneet changement de cadre
Lorsqu'on lui demande pourquoi il ne fait pas un standalone, il évoque trois contraintes : le manque de temps par rapport à son travail, le budget, et le fait qu'il n'a pas les connaissances pour développer un jeu. Ainsi, il décide de quitter son travail qu'il occupe depuis dix ans - ce qu'il considère comme « la chose la plus incroyablement risquée que j'ai jamais faite dans ma vie » - puise dans ses économies, et recrute Alex Goss comme programmeur et John Eyre comme Lead Artist. Il parle de ce dernier comme d'« une armée à lui tout seul » car il a dû faire le travail alloué à deux ou trois personnes au sein d'un studio. La durée du développement est de quatre ans et demi. Film Victoria (en) a également participé au financement.
L'univers du jeu passe du genre de la fantasy pour passer à un cadre historique. Passionné par la Rome antique, il explique que ce changement permet de mieux aborder le thème de la punition collective. Il fait également mention de la décimation et du poème de Virgile sur Philémon et Baucis,. Explorer la mythologie grecque est aussi l'une des raisons. Durant ses recherches, Pearce a remarqué de nombreuses similitudes entre les mythologies grecque, romaine, égyptienne et mésopotamienne. Afin d'apporter plus d'authenticité, il a demandé les conseils du Dr Philip Matyszak, qui officie à Cambridge, puis ceux du Dr Sophie Hay, une archéologue qui a notamment travaillé sur les ruines de Pompéi.
La longueur du scénario a doublé et comporte plus de 80 000 mots par rapport à l'original, la carte est 30 % plus grande, des comédiens professionnels ont été engagés ainsi que le compositeur Michael Allen. Plusieurs personnages du mod ont été réinventés pour les mettre dans le jeu sous un autre nom.

### Moteur du jeu
« Nous essayions quelque chose que les jeux narratifs ne font tout simplement pas [...] Si vous repensez au fil des ans à Firewatch, The Vanishing of Ethan Carter, The Stanley Parable et Dear Esther [...] la seule chose qu'ils ont en commun est qu'ils font ressentir que l'on est dans de grands mondes vides parce qu'ils n'ont pas de personnages [...] parce que c'est exceptionnellement difficile. »
— Mattew Carofano, Interview The Gamer,
L'une des principales difficultés est l'animation faciale des personnages (en), le budget ne permettant pas d'engager un animateur. Après les retours du magazine PC Gamer, Shon Stewart, qui est un animateur du studio Obsidian Entertainment, a donné plusieurs informations pour la conception des animations. Pearce explique cette situation : « J'ai toujours eu à l'esprit que si j'échoue [...] que le jeu échoue, alors je me suis éloigné d'une carrière de dix ans pour rien. Et c'était terrifiant. Ça aurait été embarrassant, mais ça aurait aussi été dévastateur parce que je ne peux pas revenir en arrière. [...] Lorsque PC Gamer [...] dit que le jeu est incroyablement pourri, c'est un signal d'alarme. Vous devez relever le défi car il n'y a pas d'autre option. »,

## Accueil
Le journaliste Indee sur site Jeuxvideo.com cite le récit comme étant « passionnant » même s'il semble redondant au début. Un des points négatifs mis en avant est la rigidité des mouvements des personnages ainsi qu'un « un manque de naturel » de leur part. Pour Christopher Livingston de PC Gamer, il est « heureux » de pouvoir converser avec les habitants contrairement à d'autres jeux. S'il trouve amusant de résoudre les mystères parsemés dans la ville, il apprécie également tous les liens cachés entre les divers personnages qui en découlent.
Pour Gabriel Moss d'IGN : « La meilleure partie de The Forgotten City est ses personnages parfaitement écrits. Le joueur peut découvrir les motivations, les problèmes et les opinions sur les autres et sur la Règle d'Or de chaque personnage ». Comme ses homologues, il pointe du doigt l'animation faciale des personnages.

## Analyse

### Débat moral
Avec la « Règle d'or », le jeu tente de poser une question morale aux joueurs. En étant vague, la Règle d'or a pour but de questionner le joueur sur ce qui est bon ou mauvais. La Règle d'or est une éthique présente dans bon nombre de cultures. Par ailleurs, le jeu cite plusieurs maxime comme « Ce que tu ne voudrais pas que l'on te fît, ne l'inflige pas à autrui » du sage juif Hillel Hazaken ou encore « Évite de faire ce que tu blâmerais les autres de faire » du philosophe grec Thalès. Dans le jeu, la règle s'inspire notamment de la décimation,.
Le jeu aborde également d'autres thèmes sérieux comme la gestion des personnes ayant un handicap mental avec le personnage de Duli - Pearce mentionne la Loi des Douze Tables - ou l'homophobie avec les personnages de Rufius et Vergil,. Plusieurs références au stoïcisme sont également faites.

### Surveillance

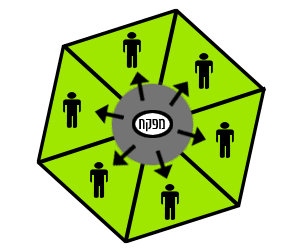
Schéma représentant le principe du panoptique.

La surveillance constante d'un dieu invisible peut être comparée à la structure panoptique du philosophe utilitariste Jeremy Bentham et son frère Samuel,. Le temple qui serait à l'origine de la règle surplombe toute la cité à la manière de la tour centrale des prisons.
Le jeu mentionne plusieurs évènements contemporains à la sortie du jeu, comme la Pandémie de Covid-19. Ainsi, la « Règle d'or » oblige les citoyens à dépendre du comportement des autres, et Pearce explique qu'il en est de même par rapport à la pandémie et les comportements-barrière : « J'ai essayé de faire comprendre aux joueurs cela en créant cette analogie avec la pandémie [...] Quiconque a marché dans les rues de sa propre ville en ce moment et a été horrifié par le nombre de personnes ne prenant aucune précaution peut comprendre le commentaire de Rufius sur le fait d'être horrifié par le fait que sa survie soit soumise au bon sens des autres. »,.

### Références mythologiques et historiques

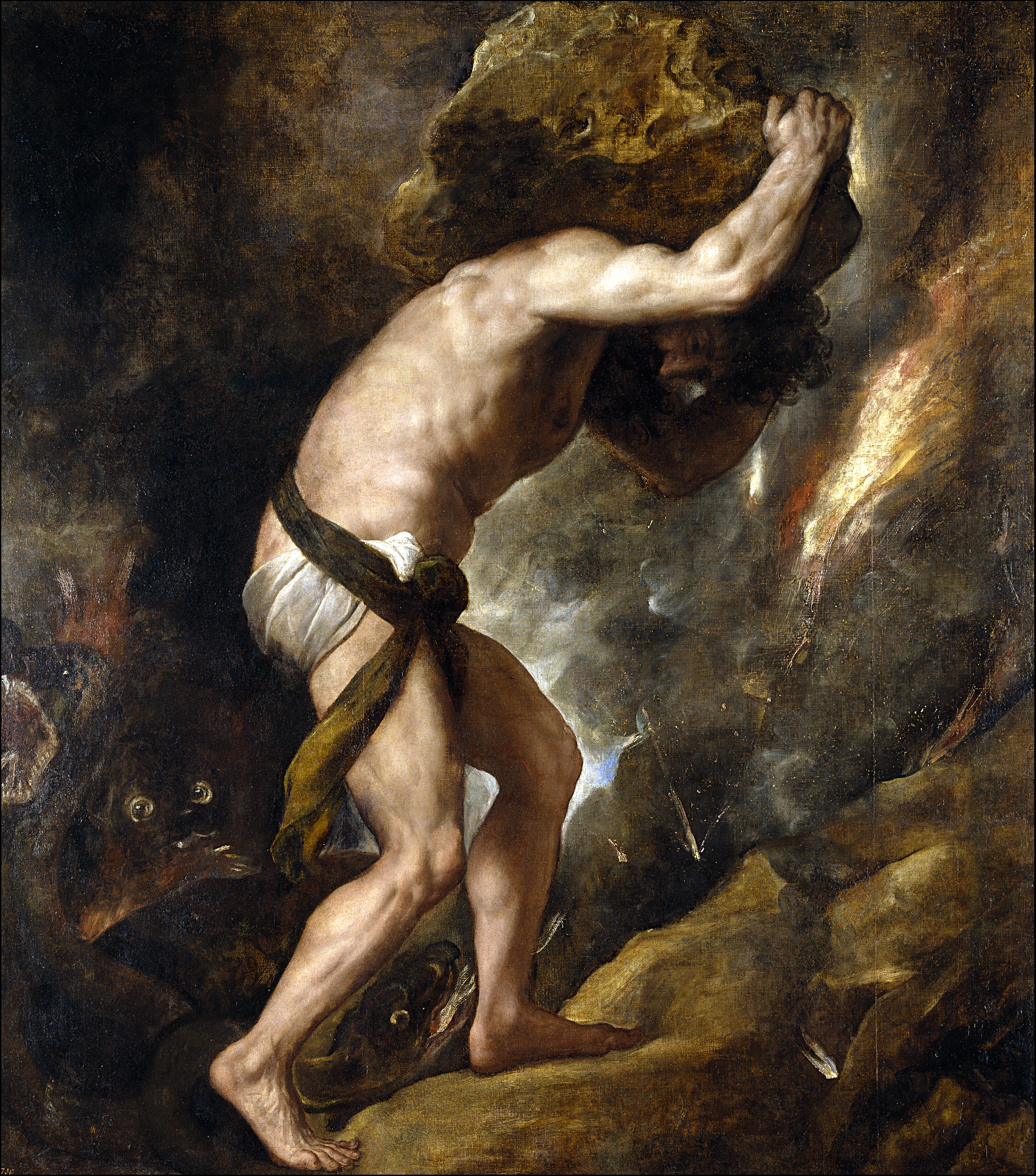
Une statue poussant un rocher reproduit le châtiment de Sisyphe (ici, une peinture de Titien).